# 松翁軒
株式会社松翁軒（しょうおうけん）は、長崎県長崎市に本社を置く、カステラの製造業者である。

## 概要
1681年（天和元年）創業。屋号は山口屋だったが、幕末に中島広足の知遇をえて松翁軒と改称した。法人化後の商号では、新旧の屋号を合わせたような有限会社山口松翁軒だった時期がある。
『カステラ元祖』を名乗る老舗で、同じく17世紀創業のカステラ本家福砂屋と1900年創業の文明堂総本店を加えた「長崎三大カステラ」の一角を占めるが、他2社と異なり全国展開を行っていないため長崎県外ではあまり知られていない銘店である。
カステラは元々、16世紀に長崎が開港して間もない頃、現在のスペインに位置するカスティーリャ王国のパンが長崎に伝わったものだが、松翁軒では、それに水飴を使用する等の独自の製法をとり、カステラを日本独自の和菓子とし、長崎カステラの普及に尽力した。チョコレート味のカステラ（商品名：チョコラーテ）を開発したのも松翁軒で、当時世界的に流行していたチョコレートに8代目が出会い作られた。チョコレート味のカステラそのものは、パウダー状のチョコレートを使用すれば比較的に簡単に作れる所を、特注の板チョコを使用したものを生地に溶かし込むことで、しっとり滑らかな食感やリッチなコクが生まれ、濃厚な味わいに仕上げているのが特徴である。
1935年（昭和10年）に一度倒産している。
店舗は長崎市魚の町周辺を中心に展開。商品構成はカステラと和菓子を中心に取りそろえて運営。本店2階の喫茶セヴィリヤでは、五三焼や季節のカステラ、ミルクセーキ、レモンケーキが人気。文化的な催しも多く、地域に根ざす姿勢と活動に地元ファンが多い。

## 万博と松翁軒のカステラ
8代目当主の貞次郎は、1900年（明治33年）のパリ万国博覧会にそのカステラを出品して名誉大銀盃を受賞し、続いて1904年（明治37年）のセントルイス万国博覧会では名誉大金牌を受賞し、他の博覧会にも出品して多くの金賞を受賞した。

## 店舗
- 本店 - 長崎県長崎市魚の町3-19
- 大浦店 - 長崎県長崎市松が枝2-40
- 観光通り店 - 長崎県長崎市万屋町5-6
- 長崎街道かもめ市場店 - 長崎県長崎市尾上町1-67
- 滑石店 - 長崎県長崎市滑石5-1-22
- 博多駅マイング店 - 福岡県福岡市博多区博多駅中央街1-1

## 受賞
1988 都市景観建築賞
2022 長崎デザインアワード特別賞「かもめカステイラ」
2023 第17回キッズデザイン賞「かもめカステイラ」

## 商品
- カステラ
- チョコラーテ
- 抹茶カステラ
- 五三焼カステラ
- 桃カステラ
- 和菓子
- かもめカステイラ